# فرانکلین، هانتردان، نیوجرسی
فرانکلین، هانتردان (به انگلیسی: Franklin) شهری در ایالت نیوجرسی کشور ایالات متحده آمریکا است که جمعیت آن در سرشماری سال ۲۰۱۰ میلادی، ۳٬۱۹۵ نفر بوده‌است.